# Giovanni Stefano Menochio
Giovanni Stefano Menochio (Padova, 9 dicembre 1575 – Roma, 4 febbraio 1655) è stato un biblista e gesuita italiano.

## Biografia
Nato a Padova nel 1575 da Giacomo Menochio e Margherita Candiani, figlia di Giovanni Antonio, mercante di Pavia, fu battezzato il 15 dicembre di quell'anno. Era l'ultimo di 11 figli.
Il 25 maggio 1594 Menochio entrò nella Compagnia del Gesù e, dopo avere completato gli studi gli studi di sacra scrittura e teologia nel collegio di Brera, divenne professore di greco, ebraico, teologia morale e Sacre Scritture a Milano e a Cremona. Ebbe una lunga carriera come superiore delle case della Compagnia a Cremona, Milano e Genova. Fu rettore del Collegio Romano, provinciale delle provincie di Milano e di Roma e "admonitor" dei prepositi generali Carafa e Piccolomini.

## Opere
Il suo primo saggio esegetico fu uno studio politico-biblico: Hieropoliticωn, sive Institutiones Politicæ e Sacris Scripturis depromptæ, 956 pagine (Lione, 1625). La prima edizione dell'opera fu dedicata al Cardinal Alessandro Orsini, la seconda (Colonia, 1626) al re di Spagna Ferdinando II d'Asburgo. Trattato erudito sulle istituzioni sacre e profane dell'antico Israele, lo Hieropoliticωn si propone di trarre dallo studio storico-filologico delle Sacre Scritture insegnamenti utili ad un sovrano assoluto moderno. L'opera anticipò la Politique di Jacques Bénigne Bossuet. e fu celebrata in un'ode del poeta gesuita Maciej Kazimierz Sarbiewski (v. Lyrica, II, n. 18).
L'anno successivo apparve uno studio economico sulla bibbia: Institutiones Oeconomicæ ex Sacris Litteris depromptæ, 543 pagine (Lione, 1627). L'autore realizzò una traduzione in italiano dell'opera, pubblicata postuma con il titolo Economia Christiana, 542 pagine (Venezia, 1656).
Il suo magnum opus è la Brevis explicatio sensus literalis totius Sacræ Scripturæ ex optimis quibusque auctoribus per epitomen collecta, 3 voll., 115 pagine, 449, 549+29 (Colonia, 1630). La Brevis Explicatio di Menochio ebbe moltissime edizioni fin oltre la metà del XVIII secolo, in diverse città europee: Colonia, 1659; Anversa, 1679; Lione, 1683, 1697, 1703; un'edizione riveduta da Padre René-Joseph de Tournemine fu pubblicata a Parigi (1719, 1721, 1731); Avignone (1768); Gand (1829); quella ampliata e rivista da Padre Francesco Antonio Zaccaria fu pubblicata a Venezia (1743, 1755, 1761).
Gli scholia di Menochio sono riportati in varie opere: Biblia Magna e Biblia Maxima di Jean de La Haye;  Biblia Sacra di Lucas Brugensis;  Scripturæ Sacræ Cursus Completus di Jacques Paul Migne; quattordici edizioni della Sainte Bible di Louis de Carrières; e La Sainte Bible di Claude-Joseph Drioux (Parigi, 1873).
Un critico successivo, Simon, anche se non vicino all'ortodossia di Menochio, dice "C'est un des plus judicieux scoliates que nous ayons tant sur le Vieux que sur le Nouveau Testament" (Hist. Crit. du N. T., xliv).
Reusch (Kirchenlexikon) preferisce le note di Menochio a quelle di Manuel de Sá e Mariana. L'opera di Menochio fu molto apprezzata anche in ambiente protestante e venne utilizzata da Ugo Grozio nei suoi Annotata Ad Vetus Testamentum.
Menochio concentra la sua attenzione sul senso letterale della Sacra Scrittura facendo ricorso allo studio del testo e all'opera dei Padri. Studiò il testo biblico nelle lingue originali, e fece uso della sua ampia conoscenza delle antichità ebraiche.
- (LA) Giovanni Stefano Menochio, Hieropoliticωn siue Institutiones politicæ e S. Scripturis depromptæ, libri tres, Lugduni, Sumptibus Ludovici Prost, haeredis Roville, 1625. URL consultato il 9 luglio 2019.
- (LA) Giovanni Stefano Menochio, Institutionis oeconomicae ex sacris litteris depromptae libri duo, Lugduni, ex officina Rouilliana : sumptib. Andreae et Iacobi Prost, 1627. URL consultato il 9 luglio 2019.
- (LA) Giovanni Stefano Menochio, Brevis explicatio sensus litteralis totius Scripturae, Coloniae Agrippinae, Ioannes Kinchius, 1630. URL consultato il 9 luglio 2019. È l'opera che lo ha reso famoso. Il p. Tournemine (1719) ne fornì una riedizione alla quale aggiunse vari trattati e dissertazioni sulle Sacre Scritture tratti dalle opere degli autori più stimati.
- (LA) Giovanni Stefano Menochio, De republica Hebreorum, Parisiis, sumptibus Antonii Bertier, via Iacobæa, sub signo Fortunæ, 1648. URL consultato il 9 luglio 2019.
- Historia vitae Christi, in-4°;
- Historia sacra ex libro Actuum Apostolorum, in-4°.
- Diatribae eruditae seu storeae, etc., 6 voll. in-4°, Roma, 1647.
- Due opere postume intitolate De Œconomia Christiana, Venezia, in-4°, 1656, e Historia sacra miscella ex variis auctoribus, Venezia, 1657.